# Елін Бейлі
Елін Бейлі  (англ. Aleen Bailey, 25 листопада 1980) — ямайська легкоатлетка, олімпійська чемпіонка.

## Виступи на Олімпіадах
| Олімпіада  | Дисципліна              | Місце |
| ---------- | ----------------------- | ----- |
| Афіни 2004 | біг на 100 метрів       | 5     |
| Афіни 2004 | біг на 200 метрів       | 4     |
| Афіни 2004 | естафета 4 x 100 метрів | 1     |
| Пекін 2008 | естафета 4 x 100 метрів | AC    |